# Козбан, Павел Фёдорович
Павел Фёдорович Козбан (род. 15 августа 1953) — советский легкоатлет, специалист по бегу на короткие дистанции. Выступал за сборную СССР по лёгкой атлетике в 1970-х годах, обладатель бронзовой медали Всемирной Универсиады в Риме, двукратный чемпион СССР, победитель Спартакиады народов СССР, многократный призёр первенств всесоюзного значения. Представлял Ленинград и спортивное общество «Буревестник».

## Биография
Павел Козбан родился 15 августа 1953 года. Занимался лёгкой атлетикой в Ленинграде, выступал за добровольное спортивное общество «Буревестник».
Первого серьёзного успеха на всесоюзном уровне добился в сезоне 1974 года, когда на чемпионате СССР в Москве с командой «Буревестника» одержал победу в зачёте эстафеты 4 × 400 метров.
В 1975 году принимал участие в матчевой встрече со сборной США в Киеве, вне конкурса бежал 400 метров, став по результату пятым. На чемпионате страны в рамках VI летней Спартакиады народов СССР в Москве с результатом 46,8 превзошёл всех соперников в беге на 400 метров и завоевал золотую награду, тогда как в эстафете 4 × 400 метров с ленинградской командой взял бронзу. Будучи студентом, представлял Советский Союз на Всемирной Универсиаде в Риме — в финале эстафеты 4 × 400 метров вместе с соотечественниками Владимиром Носенко, Николаем Явтушенко и Александром Братчиковым выиграл бронзовую медаль, уступив только командам из Польши и Югославии.
По состоянию на 2019 год по-прежнему проживал в Санкт-Петербурге, активно участвовал в спортивной жизни города.